# Genocidio cambogiano

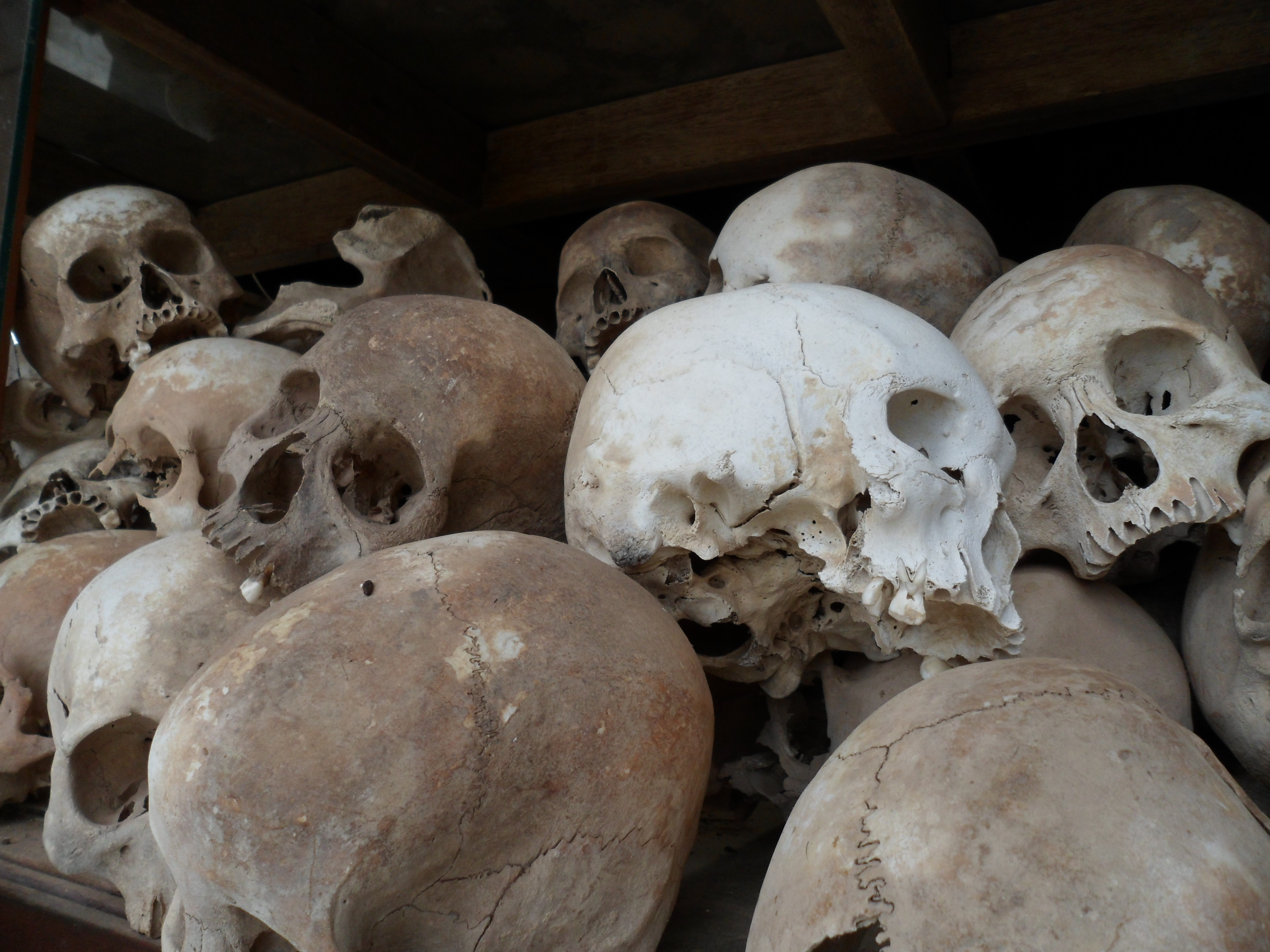
Teschi delle vittime del genocidio cambogiano

Con genocidio cambogiano (riportato in lingua khmer របបប្រល័យពូជសាសន៍) e di minoranze etniche e religiose cambogiane o autogenocidio cambogiano ci si riferisce al processo di epurazione del popolo cambogiano avvenuto tra il 1975 e il 1979, ovvero nell'arco dell'esistenza della Kampuchea Democratica, sotto la dittatura di Pol Pot. La storiografia ha appurato che durante l'esistenza della Kampuchea Democratica sono stati uccisi da 1,5 a 3 milioni di cambogiani. Per le proporzioni del fenomeno e l'impatto sulla popolazione complessiva, il genocidio in questione può essere considerato come un caso unico e senza precedenti nella storia dell'umanità.
I khmer rossi volevano trasformare il paese in una repubblica socialista agraria, fondata sui principi del maoismo. Pol Pot e Khmer Rossi erano stati a lungo sostenuti dal Partito Comunista Cinese (PCC) e dal Presidente del PCC Mao Zedong, e furono influenzati dalla Rivoluzione Culturale Cinese. Si stima che almeno il 90% degli aiuti esteri ai Khmer Rossi provenisse dalla Cina, con il solo 1975 che ha visto almeno 1 miliardo di dollari in aiuti economici e militari senza interessi dalla Cina. Pol Pot e altri funzionari Khmer Rossi si incontrarono con Mao a Pechino nel giugno 1975, ricevendo approvazione e consigli, mentre funzionari di alto rango del PCC come Zhang Chunqiao si recarono in seguito in Cambogia per offrire aiuto. Economicamente, i Khmer rossi hanno dato il via al "Maha lout ploh", una frase presa in prestito dal cinese "Grande balzo in avanti".
Nel 1976 i khmer rossi cambiarono il nome del paese in Kampuchea Democratica. Per realizzare i loro obiettivi, essi svuotarono le città e molti cambogiani furono deportati in campi di lavoro, dove una grande quantità di persone scomparve a seguito di esecuzioni di massa, lavori forzati, abusi fisici, malnutrizione e malattie. Circa il 25% della popolazione totale della Cambogia fu ucciso e praticamente ogni famiglia cambogiana ha perso uno o più componenti durante gli anni delle deportazioni. All'incirca 20.000 persone passarono attraverso il centro di tortura di Tuol Sleng (noto anche come S-21), una delle 196 prigioni gestite dai khmer rossi, e solo sette adulti sopravvissero. Gli oppositori venivano portati nei Killing Fields, dove venivano giustiziati (spesso con attrezzi contadini come picchetti o asce, per risparmiare proiettili) e sepolti in fosse comuni. Il rapimento e l'indottrinamento dei bambini era diffuso e molti bambini e ragazzi, nel pieno della loro incoscienza e immaturità, ignari di ciò che facevano, venivano persuasi o costretti a commettere veri e propri atti di sadismo. L'invasione vietnamita della Cambogia pose fine al genocidio con la sconfitta dei khmer rossi nel 1979.
Il 2 gennaio 2001 il governo cambogiano istituì il Tribunale speciale della Cambogia, con l'intento di processare i membri del regime responsabili del genocidio cambogiano. Le udienze cominciarono il 17 febbraio 2009. Il 7 agosto 2014 Nuon Chea e Khieu Samphan sono stati condannati all'ergastolo per crimini contro l'umanità durante il genocidio. A partire dal 2009, la ONG cambogiana Centro cambogiano di documentazione ha mappato circa 23.745 fosse comuni contenenti circa 1,3 milioni di presunte vittime dell'esecuzione. Si stima che l'esecuzione diretta rappresenti circa il 60% del bilancio totale delle vittime durante il genocidio, mentre le rimanenti vittime morirono di fame o malattia.

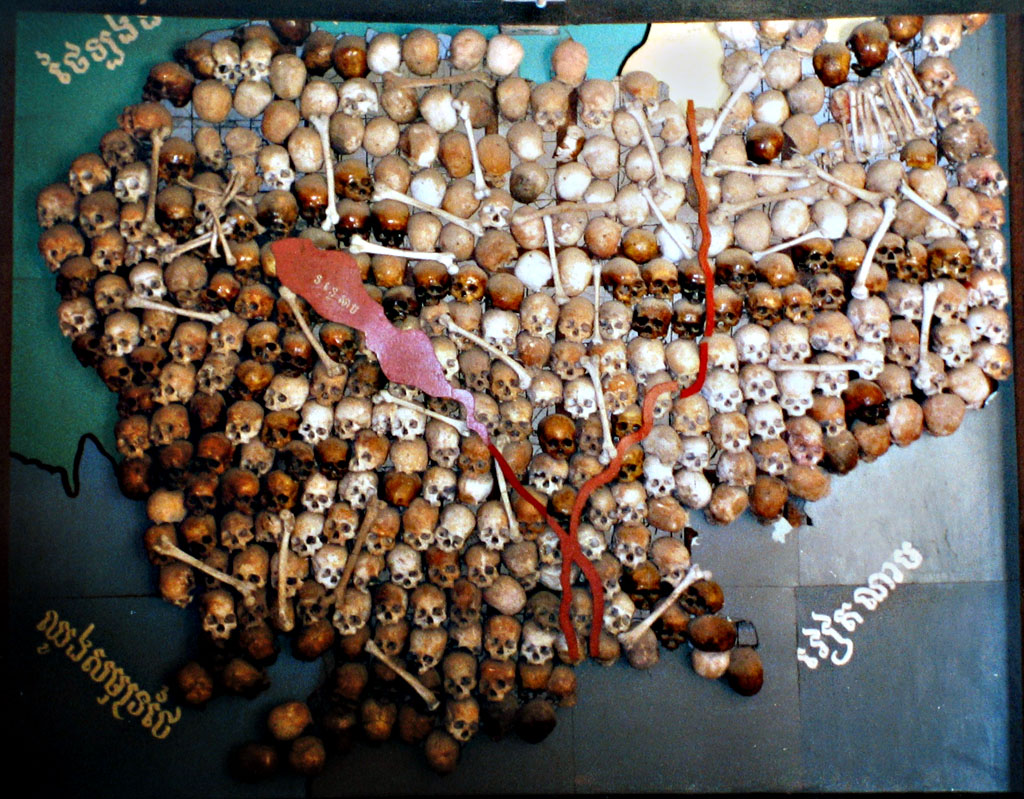
Mappa realizzata con i teschi delle vittime del regime, un tempo esposta presso il Museo del genocidio di Tuol Sleng.

## Descrizione
Il conteggio delle vittime dei khmer rossi ha prodotto risultati che variano da un minimo di 800.000 a un massimo di 3.300.000 morti. Questo conteggio riguarda le vittime delle esecuzioni, delle carestie e dell'assenza di cure mediche.

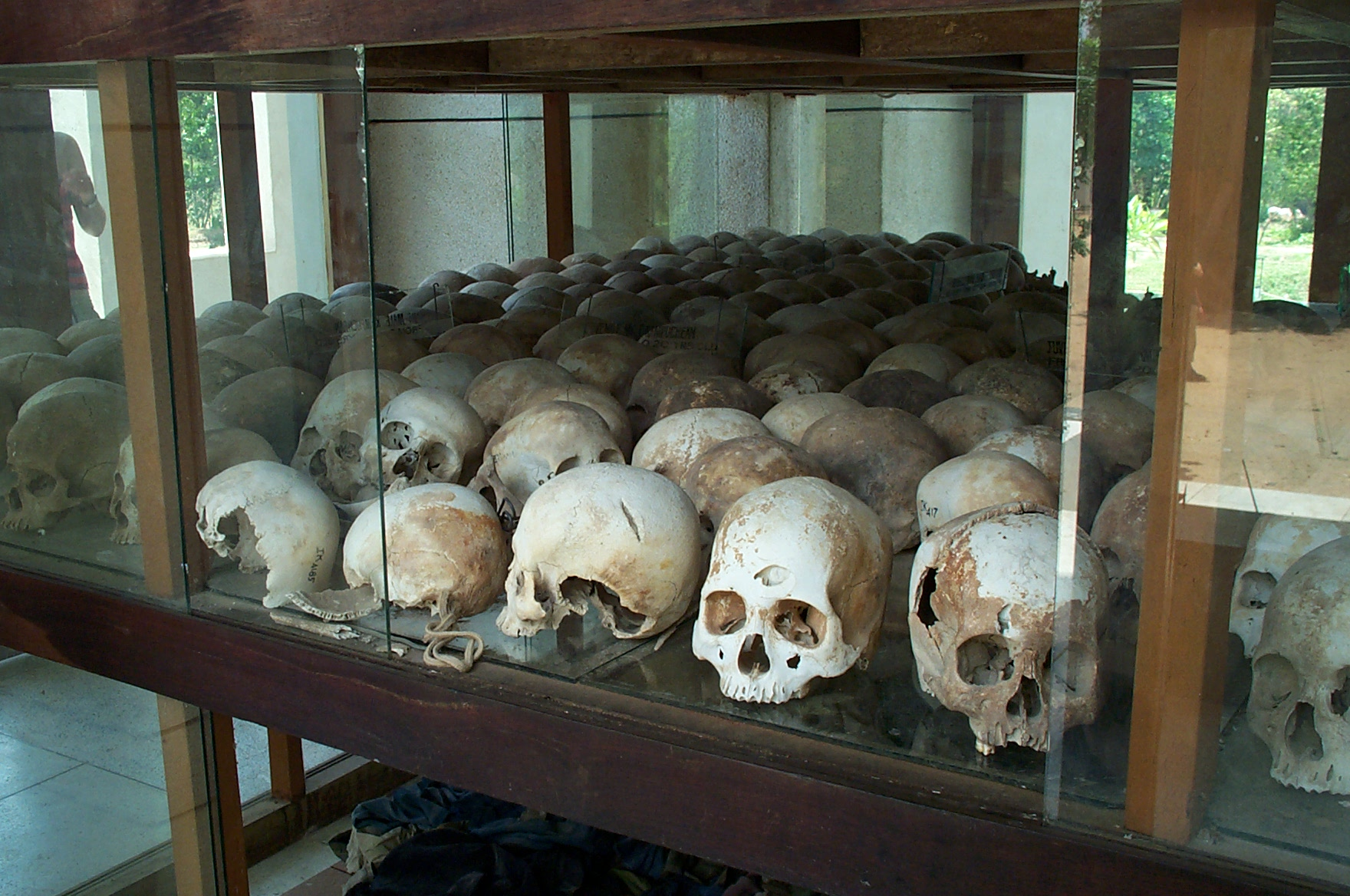
Teschi provenienti dai Killing Fields di Choeung Ek

- Il governo vietnamita che abbatté il regime parlò di 3.300.000 morti:
- Lon Nol, dittatore deposto dai Khmer rossi, di 2.500.000:
- Lo storico Rudolph Joseph Rummel, studioso di genocidi, di 2 milioni.[23]
- L'Università di Yale di 1.700.000;
- Amnesty International di 1.500.000;
- il dipartimento di Stato degli USA di 1.200.000;
- Khieu Samphan di 1.000.000
- Pol Pot di 800.000.

## Ideologia
L'ideologia ha avuto un ruolo di primo piano nel genocidio. Pol Pot ed i khmer rossi miravano a riportare la Cambogia indietro al suo "passato mitico" del potente Impero khmer, e a frenare l'influenza negativa degli aiuti stranieri e della cultura occidentale, e ricondurre il paese a una società agraria. Gli sforzi compiuti per realizzare questi obiettivi furono i fattori chiave che portarono al genocidio. In proposito, un capo dei khmer rossi affermò che le uccisioni erano necessarie per la "purificazione della popolazione."
I khmer rossi costrinsero quasi tutto il popolo cambogiano a lavorare in gruppi di lavoro mobili. Michael Hunt affermò che si trattava di "un esperimento sociale di mobilizzazione unico nelle rivoluzioni del XX secolo." I khmer rossi costrinsero la popolazione a turni estenuanti e condizioni di lavoro disumane, a morte per fame, spostamenti coatti, collettivizzazione delle terre e terrore di stato al fine di tenere la popolazione sotto giogo.
Lo storico Ben Kiernan ha messo a confronto il genocidio cambogiano con il genocidio armeno, perpetrato dall'Impero ottomano, e con l'Olocausto, perpetrato dalla Germania nazista. Pur essendo sostanzialmente diverse, avevano alcuni tratti comuni. Il razzismo era una componente preponderante delle ideologie di tutti e tre i regimi. Tutti e tre presero di mira minoranze religiose e cercarono di usare la forza delle armi per espandersi in quello che credevano essere il loro territorio (rispettivamente l'Impero khmer, il Turkestan e il (DE)  Lebensraum), così come tutti e tre i regimi "idealizzarono la loro classe contadina come la vera classe 'nazionale'", il substrato etnico su cui il nuovo stato sarebbe cresciuto".

## Torture ed esperimenti medici
Il regime dei khmer rossi è anche noto per avere praticato torture ed esperimenti medici. Le persone venivano imprigionate e torturate solo perché erano sospettate di essere contro il regime o perché altri prigionieri avevano fornito i loro nomi sotto tortura. Insieme con loro, le loro intere famiglie (inclusi neonati e bambini) finirono in prigione sotto tortura, perché i khmer rossi temevano che i loro parenti avrebbero cercato di vendicarli; una frase di Pol Pot afferma che "se si vuole estirpare l'erba, bisogna estirpare le radici". La maggior parte dei prigionieri non sapeva neanche per quale motivo fosse stata imprigionata e, qualora avessero avuto il coraggio di chiedere alle guardie, esse avrebbero risposto che Angkar (Il Partito Comunista di Kampuchea) non commette mai errori e che c'era sicuramente qualcosa di illecito che avevano fatto.
Ci sono molte testimonianze di efferate torture negli archivi di S-21 e negli atti del processo. Come raccontato dal sopravvissuto Bou Meng nel suo libro (scritto da Huy Vannak), le torture erano tanto atroci ed efferate che i prigionieri cercavano in tutti i modi di suicidarsi, persino utilizzando dei cucchiai, e le loro mani erano costantemente legate dietro la schiena proprio per evitare che si suicidassero o cercassero di fuggire. Quando si riteneva che non potessero fornire ulteriori informazioni, venivano bendati e inviati nei cosiddetti Killing Fields, cioè delle fosse comuni dove i deportati venivano uccisi di notte con utensili da contadini quali ad esempio falci o chiodi con martello (dal momento che i proiettili erano troppo costosi per il regime) e le loro urla erano coperte da altoparlanti che suonavano musica propagandistica della Kampuchea Democratica oltre che dai gruppi elettrogeni.

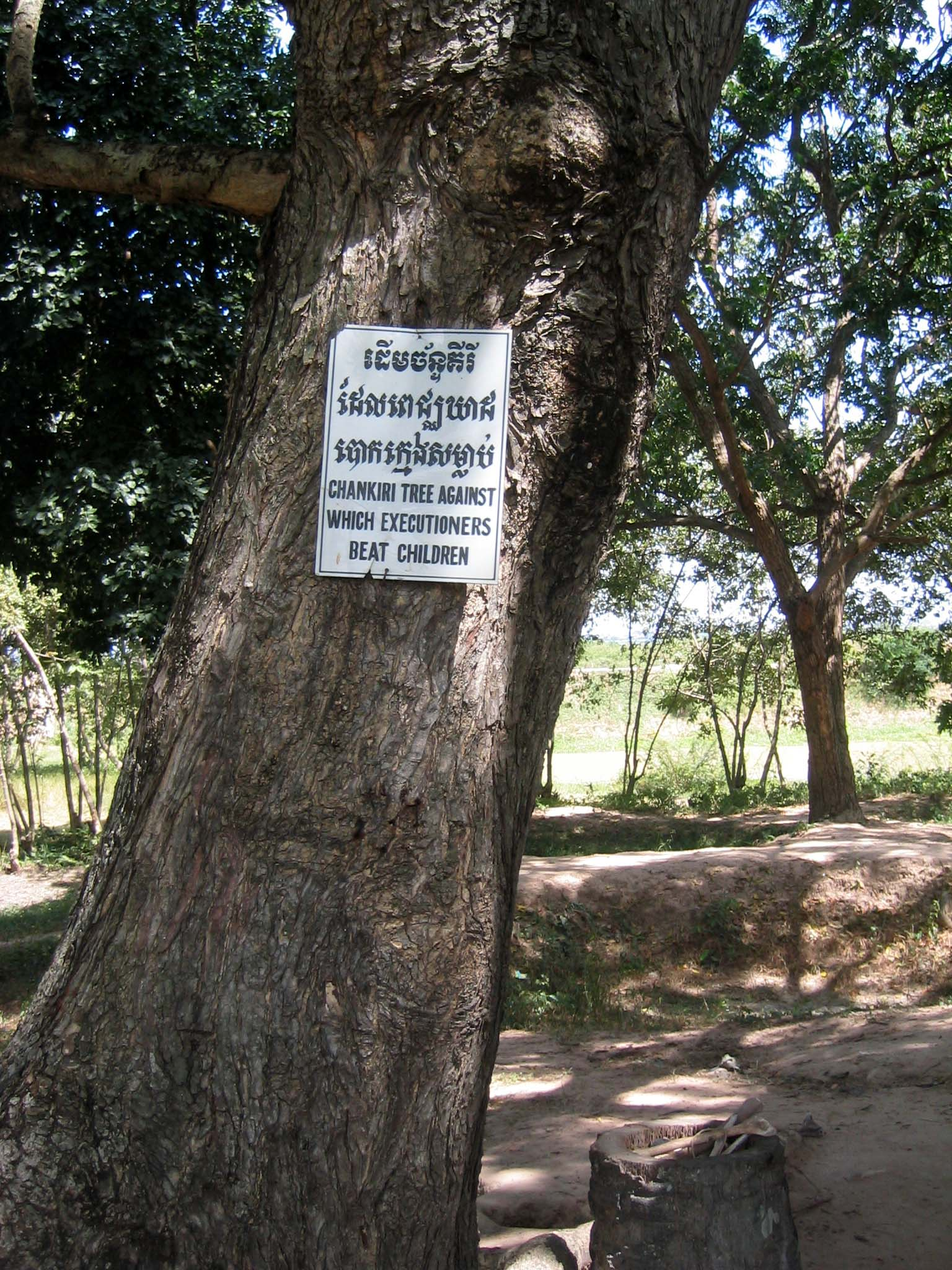
L'albero di Chankiri situato a Choeung Ek. Sul cartello c'è scritto "L'albero di Chankiri contro il quale i boia scaraventavano i bambini"

Il semplice indossare degli occhiali, ritenuti dai Khmer Rossi come simbolo identificativo degli intellettuali, era sufficiente per essere deportati e uccisi.
Un trattamento particolare era riservato ai neonati e ai bambini dei prigionieri, i quali venivano sottratti con la forza alle loro madri, portati nei Killing Fields e scaraventati con violenza contro i cosiddetti alberi di Chankiri, al fine di ucciderli.
Le torture non furono praticate solo all'interno di S-21, che era una dei tanti centri di prigionia sparsi sul territorio cambogiano, e non avevano solo lo scopo di costringere il prigioniero a confessare, ma erano anche praticate come passatempo dalle guardie. Esse temevano di diventare esse stesse prigionieri qualora avessero trattato meglio i prigionieri. Inoltre, diversamente dagli altri regimi totalitari (come il nazismo) in cui i soldati e le guardie erano adulti e spesso soffrivano di stress psicologico quando dovevano compiere omicidi di massa con fucili (il che fu una delle ragioni che portò all'adozione delle camere a gas), le guardie delle prigioni del regime dei khmer rossi erano spesso dei ragazzini incattiviti, non mostravano inibizioni e non erano coscienti in pieno delle loro azioni.
Durante il regime dei khmer rossi, i medici del precedente regime furono uccisi o mandati nelle campagne affinché lavorassero come contadini, e la biblioteca della Facoltà di medicina di Phnom Penh fu bruciata. Il regime istituì i cosiddetti "medici bambini" ((EN)  child medics), che in realtà non erano altro che ragazzi con nessuna o pochissima formazione ed esperienza in quel campo. Non avevano nozioni di medicina occidentale (che era vietata in quanto considerata un'invenzione capitalista e riservata solo ai gerarchi di quel regime), e dovevano compiere esperimenti medici per conto loro e progredire autonomamente. Non possedevano neanche medicinali occidentali (dal momento che la Cambogia, secondo i khmer rossi, doveva essere autosufficiente) e tutti gli esperimenti medici erano condotti sistematicamente senza una vera e propria anestesia.
Un medico che lavorò all'interno di S-21 affermò che a una ragazza di 17 anni fu tagliata la gola e il suo addome fu forato, e successivamente fu percossa e messa in acqua per tutta la notte. La procedura fu ripetuta molte volte e fu compiuta senza anestesia.
In un ospedale della provincia di Kampong Cham, dei medici bambini tagliarono l'intestino di una persona viva non consenziente e unirono le terminazioni per studiare il processo di guarigione. Il paziente morì tre giorni dopo l'"operazione".
Nello stesso ospedale, altri "medici" istruiti dal regime dei khmer rossi aprirono il petto di una persona viva per vedere il suo cuore battere. L'operazione portò alla morte immediata del paziente. Altre testimonianze, così come la politica stessa del regime dei khmer rossi, fanno pensare che questi non fossero solo casi isolati. Furono praticati anche test di "medicinali", per esempio iniettando succo di cocco nel sangue di una persona viva per studiarne gli effetti. L'iniezione di succo di cocco era spesso letale.
Gli esperimenti medici praticati dai khmer rossi furono paragonabili a quelli effettuati dalla dittatura nazista, i quali per la maggior parte riguardavano test di medicinali, accoppiamento, eugenetica.

## Risposta internazionale
Il libro (FR)  Cambodge année zéro ("Cambogia anno zero"), scritto da François Ponchaud, fu pubblicato nel 1977 e tradotto in inglese nel 1978. Ponchaud è stato uno dei primi autori a far conoscere al mondo il genocidio cambogiano. Ponchaud scrisse che il genocidio "era soprattutto la trasposizione in azione della particolare visione di un uomo [sic]: una persona ridotta alla fame da un regime corrotto non può essere riformata, dev'essere eliminata fisicamente dalla fratellanza dei puri." Il più famoso libro dal titolo Murder of a Gentle Land: The Untold Story of a Communist Genocide in Cambodia, scritto da John Barron e Anthony Paul fu anch'esso pubblicato nel 1977. Il libro era basato sulle testimonianze dei rifugiati, e una sua versione ridotta, pubblicata all'interno del Reader's Digest, ebbe ampia diffusione e ne divulgò le storie.
Nel 1973, Kenneth M. Quinn, dell'ambasciata degli Stati Uniti, esternò le sue preoccupazioni per le atrocità commesse dai khmer rossi durante la guerra civile cambogiana. In una relazione, egli affermò che il regime dei khmer rossi aveva "molto in comune con i regimi totalitari della Germania nazista e dell'Unione sovietica". Quinn ha anche scritto, a proposito dei khmer rossi, che "ciò che emerge come spiegazione del terrore e della violenza che ha sconvolto la Cambogia durante gli anni '70, è che uno sparuto gruppo di intellettuali alienati, esasperati dalla loro percezione di una società corrotta e pervasi dal piano maoista di creare un puro ordine socialista nel più breve tempo possibile, reclutarono ufficiali giovanissimi, poveri e invidiosi, li educarono a metodi severi e brutali imparati da esperti stalinisti, e li usarono per annientare fisicamente le basi della civiltà khmer e per imporre una nuova società attraverso purghe, esecuzioni e violenza".
All'epoca del genocidio, la Cina divenne il principale finanziatore dei khmer rossi, per esempio fornendo "più di 15000 consulenti militari" e buona parte degli aiuti esterni. In seguito all'opposizione cinese e occidentale all'invasione vietnamita del 1978-1979, i khmer rossi continuarono a mantenere i seggi presso le Nazioni Unite fino al 1982, dopodiché i seggi furono colmati da una coalizione comandata da khmer rossi, nota come Governo di coalizione della Kampuchea Democratica. A causa della sua opposizione al Vietnam, la Cina addestrò soldati del regime dei khmer rossi sul suo suolo dal 1979 fino al 1986, "accampò consulenti militari con le truppe dei khmer rossi fino al 1990," e "fornì almeno un miliardo di dollari in aiuti militari" durante gli anni '80. Dopo gli accordi di pace di Parigi del 1991, la Thailandia continuò a consentire ai khmer rossi di "commerciare e muoversi lungo il confine thailandese per sostenere le loro attività... sebbene la disapprovazione internazionale, particolarmente da parte degli Stati Uniti e dell'Australia... costringesse allora la Thailandia a disconoscere qualsiasi supporto militare diretto." Si ipotizza anche che gli Stati Uniti possano avere fornito aiuti, direttamente o indirettamente ai khmer rossi al fine di indebolire l'influenza del Vietnam nel Sud-est asiatico.

## Impiego di ragazzi
I khmer rossi utilizzarono migliaia di giovani ragazzi incattiviti e costretti ad arruolarsi nel pieno della loro adolescenza per commettere omicidi di massa e altre atrocità durante e dopo il genocidio. L'organizzazione continuò sistematicamente a usare ragazzi almeno fino al 1998, spesso reclutandoli  con la forza. In questo periodo, i ragazzi furono impiegati in ruoli di supporto non pagati, ad esempio per portare munizioni o come combattenti. Molti ragazzi erano scappati dai khmer rossi senza alcun mezzo di sussistenza, e credevano che unirsi alle forze governative avrebbe consentito loro di sopravvivere, sebbene i comandanti locali spesso negassero loro lo stipendio.

## I processi per crimini di guerra

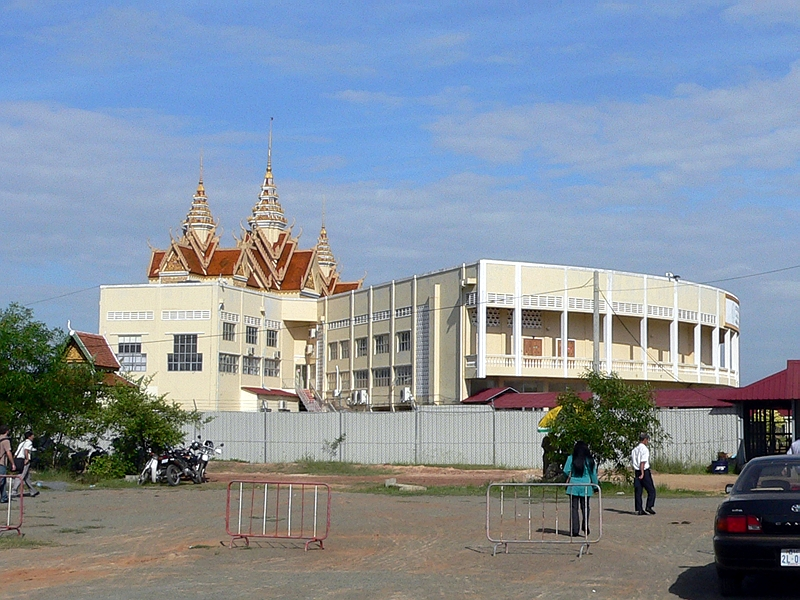
Il complesso principale del tribunale con l'aula della corte

Il 15 luglio 1979, in seguito alla caduta del regime dei khmer rossi, il nuovo governo cambogiano emanò il "Decreto legge n° 1". Questo consentì il processo a Pol Pot e a Ieng Sary per il crimine di genocidio. Fu loro concesso un avvocato americano come avvocato difensore, Hope Stevens, e furono processati in contumacia e giudicati colpevoli di genocidio. A gennaio del 2001, l'Assemblea nazionale cambogiana legiferò affinché si istituisse un tribunale per processare altri membri dei khmer rossi.
Nel 1999 Kang Kek Iew (detto "Duch") fu intervistato da Nic Dunlop e Nate Thayer e ammise le sue colpe per i crimini commessi nella prigione di Tuol Sleng, dove circa 17,000 prigionieri politici furono torturati e giustiziati. Duch espresse rimorso per le sue azioni, affermando che era disposto ad affrontare il processo e a testimoniare contro i suoi ex-colleghi. Durante il processo, a febbraio e marzo del 2009, Duch ammise di essere responsabile dei crimini avvenuti a Tuol Sleng. Il 26 luglio 2010 fu giudicato colpevole per i reati di crimini contro l'umanità, tortura e omicidio e fu condannato a 35 anni di prigione. Il 3 febbraio 2012, la precedente sentenza fu commutata in ergastolo.
Nuon Chea (chiamato "fratello numero due") fu arrestato il 19 settembre 2007. Alla fine del suo processo, nel 2013, negò tutte le accuse, affermando che non aveva mai dato ordini di "maltrattare o uccidere persone, di privarle di cibo o di commettere un genocidio". Fu giudicato colpevole nel 2014 e condannato all'ergastolo. Ha mostrato rimorso e ha accettato la responsabilità morale dei suoi crimini, affermando: "mi scuso sinceramente con il pubblico, le vittime, i familiari e tutto il popolo cambogiano".
Dopo essersi trasferito in una facoltosa villa a Phnom Penh, Ieng Sary fu arrestato il 12 novembre 2007 e accusato di crimini contro l'umanità assieme a sua moglie Ieng Thirith, che era stata una sorta di consigliera del regime. Il 17 novembre 2011, in seguito al parere dei medici, Thirith fu giudicata non in grado di affrontare un processo a causa di una patologia mentale. Sary morì di attacco cardiaco nel 2013 mentre il suo processo era ancora in corso.
Un altro leader, Khieu Samphan, fu arrestato il 19 novembre 2007 e accusato di crimini contro l'umanità. Fu giudicato colpevole nel 2014 e condannato all'ergastolo. Durante un'udienza il 23 giugno 2017, Samphan espresse il desiderio di inchinarsi alla memoria delle sue vittime innocenti, ma aggiunse che soffriva per coloro che avevano combattuto per il loro ideale di avere un futuro migliore. Fu anche fatto appello contro la sentenza emessa, ma il 22 settembre 2022 il tribunale ha confermato la condanna.

## Negazionismo
Alcuni mesi prima della sua morte il 15 aprile 1998, Pol Pot fu intervistato da Nate Thayer. Durante l'intervista, affermò che aveva la coscienza pulita e che negava di essere responsabile per il genocidio. Pol Pot affermò che lui era venuto "per portare avanti la lotta, non per uccidere la gente". Secondo Alex Alvarez, Pol Pot "si vedeva come una figura incompresa e ingiustamente umiliata". Nel 2013, il primo ministro cambogiano Hun Sen emanò una legge che proibisce il negazionismo del genocidio cambogiano e altri crimini di guerra commessi dai khmer rossi. La legge passò nonostante i commenti del leader dell'opposizione Kem Sokha, presidente del Partito nazionale di soccorso cambogiano. Sokha affermò che gli oggetti del Museo del genocidio di Tuol Sleng erano stati creati ad arte dai vietnamiti dopo l'invasione del 1979. Sokharty ha poi affermato che le sue affermazioni erano state tolte dal loro contesto.

## Riferimenti nella cultura di massa
Il regista Rithy Panh, un sopravvissuto al genocidio, è "considerato da molti la voce cinematografica della Cambogia". Panh ha realizzato molti documentari sul genocidio, incluso S-21: The Khmer Rouge Killing Machine, che è stato acclamato dai critici perché "ci consente di osservare come la memoria e il tempo possono collassare e mostrarci il passato come se fosse presente e, così facendo, rivelarci il consueto volto del male." Il genocidio è mostrato nel film del 1984 Urla del silenzio, vincitore del premio Oscar. e nel romanzo del 2012 di Patricia McCormick Never Fall Down.
Il genocidio è raccontato anche da Loung Ung nella sua memoria Il lungo nastro rosso (2000). Dal libro è stato tratto il film Per primo hanno ucciso mio padre (2017), diretto da Angelina Jolie. Ambientato nel 1975, il film racconta la storia di una bambina di 5 anni, Loung Ung, che è costretta ad addestrarsi come soldato bambino, mentre i suoi fratelli sono mandati in campi di lavoro dal regime dei khmer rossi.

## Galleria d'immagini

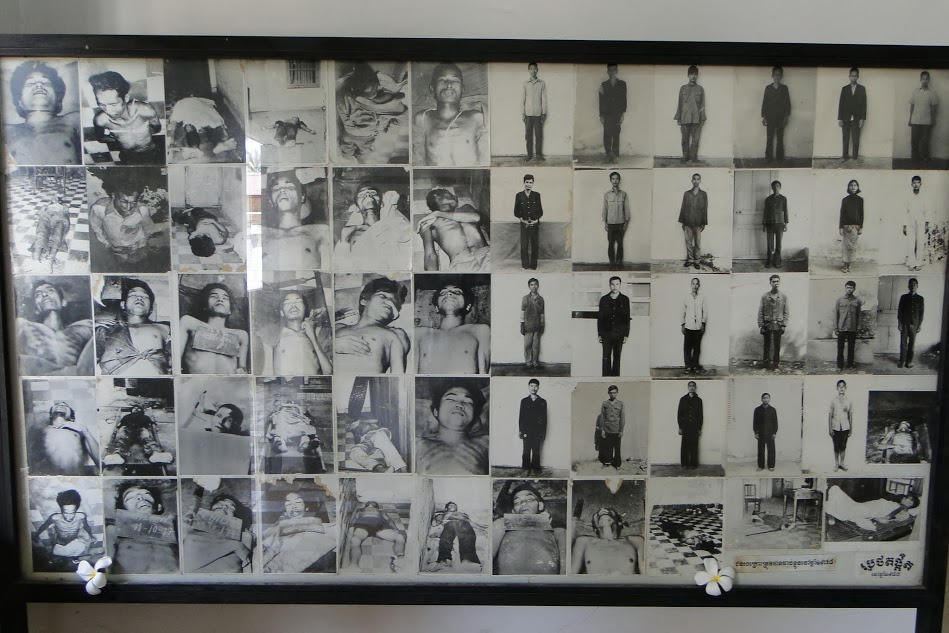
Museo del genocidio di Tuol Sleng
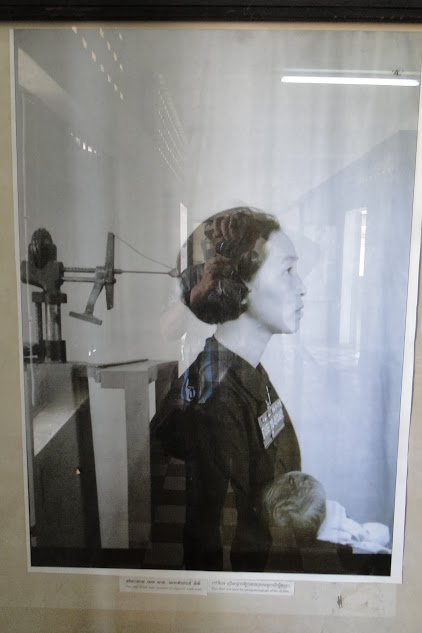
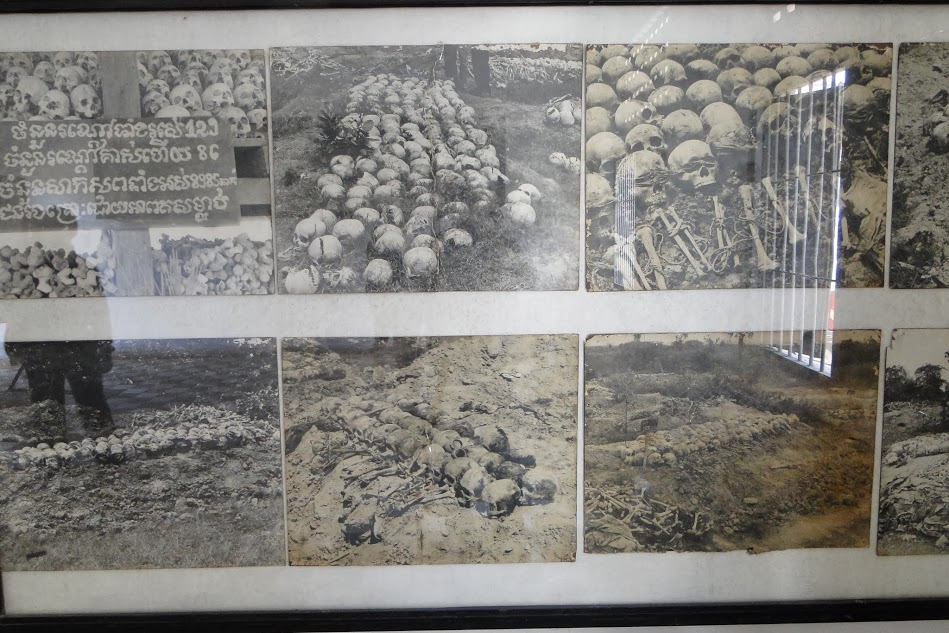
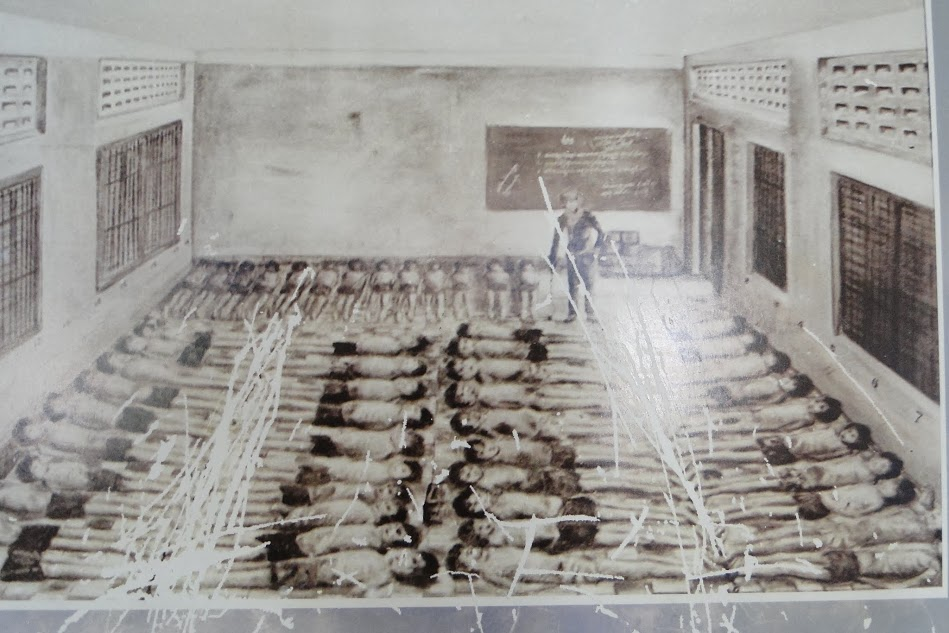
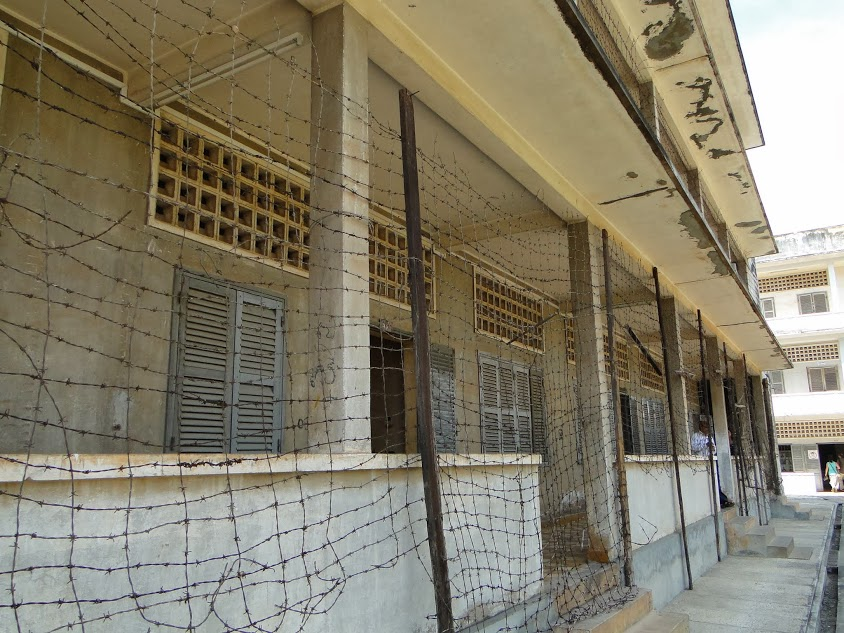
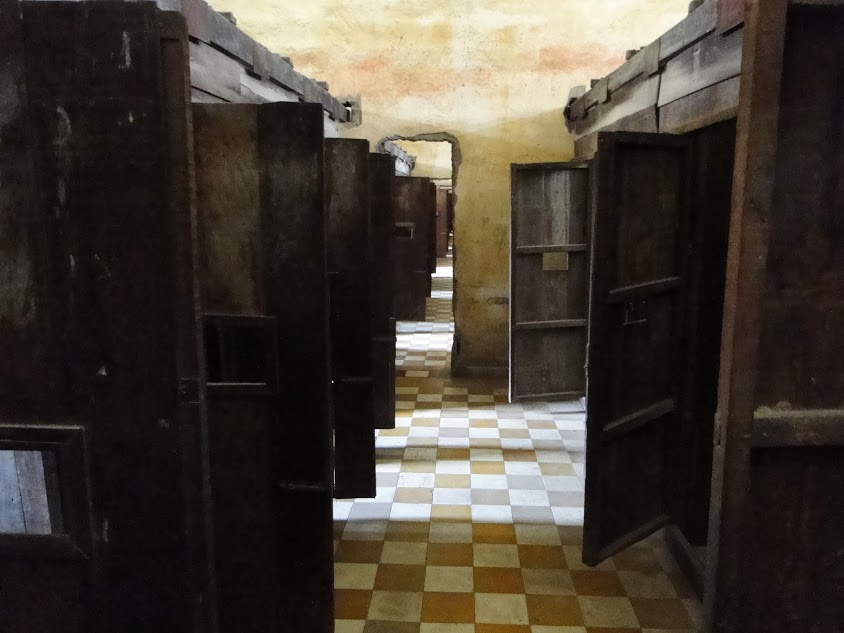